# Coscinoptycha improbana
Coscinoptycha improbana är en fjärilsart som beskrevs av Edward Meyrick 1881. Coscinoptycha improbana ingår i släktet Coscinoptycha och familjen Carposinidae. Inga underarter finns listade i Catalogue of Life.